# Krzysztof Ostrowski (artysta)
Krzysztof Ostrowski (ur. 5 stycznia 1976 w Szczecinie) – polski wokalista, reżyser teledysków, grafik i autor komiksów. Lider zespołu Cool Kids of Death.

## Życiorys
Absolwent ASP w Łodzi. Autor komiksów, takich jak np. „Plastelina”, „Nadzwyczajni. Pantofel panny Hofmokl” (do scenariusza Dennisa Wojdy), „Meandry języka polskiego”, „Więzy krwi” czy kontrowersyjnego komiksu wydanego w 2010 na zamówienie Ministerstwa Spraw Zagranicznych w ramach antologii „Chopin New Romantic” wycofanej z dystrybucji z powodu wulgarnego języka.
Autor okładki powieści Doroty Masłowskiej pt. „Wojny polsko-ruskiej pod flagą biało-czerwoną”, a także okładek płyt Cool Kids of Death, Budynia czy Lao Che. Reżyser wideoklipów do utworów m.in. Jamala, Kielicha, Tomka Makowieckiego, Smolika i Marcina Rozynka oraz zespołów: Cool Kids of Death, T.Love, Pustki i Muchy.

## Nagrody i wyróżnienia
| Rok  | Kategoria                                    | Tytułem                                        | Nagroda        | Nota      | Źródło      |
| ---- | -------------------------------------------- | ---------------------------------------------- | -------------- | --------- | ----------- |
| 2003 | Scenariusz                                   | Cool Kids of Death – „Armia zbawienia”         | Yach Film 2003 | Nominacja | [ 3 ]       |
| 2003 | Plastyczna aranżacja przestrzeni             | Cool Kids of Death – „Armia zbawienia”         | Yach Film 2003 | Nominacja | [ 3 ]       |
| 2003 | Kreacja aktorska wykonawcy utworu muzycznego | Cool Kids of Death – „Armia zbawienia”         | Yach Film 2003 | Nominacja | [ 3 ]       |
| 2004 | Animacja                                     | Smolik – „OM” (gościnnie: Mika Urbaniak)       | Yach Film 2004 | Nominacja | [ 4 ]       |
| 2004 | Scenariusz                                   | Cool Kids of Death – „Uciekaj”                 | Yach Film 2004 | Nominacja | [ 4 ]       |
| 2006 | Najlepsza oprawa graficzna albumu            | All The Stories – Anita Lipnicka i John Porter | Fryderyki 2006 | Nominacja | [ 5 ]       |
| 2023 | Najlepsza opowieść graficzna lub komiks      | „Cyberpunk 2077: Big City Dreams”              | Nagroda Hugo   | Wygrana   | [ 6 ] [ 7 ] |